# Yeo Jin-goo
Yeo Jin Goo (hangul: 여진구; Seúl, 13 de agosto de 1997) es un actor surcoreano.

## Biografía
Tiene un hermano menor, Yeo Tae-gu.
Comenzó su carrera como actor infantil, debutando en la película Sad Movie (2005). Apodado "Nation's Little Brother". Luego interpretó a los personajes más jóvenes, especialmente en los dramas televisivos Giant, Moon Embracing the Sun y Missing You. En 2013, jugó su primer papel principal en la pantalla grande como el personaje principal en el thriller de acción Hwa Yi. Ganó 2012 MBC Drama Awards: Mejor actor infantil por su papel en "Moon Embracing the Sun" y "Missing You".
En 2015 se anunció que había sido aceptado en el "Chung-Ang University" (en español: Universidad Chung-Ang), donde actualmente estudia una especialización en el departamento de teatro.
En 2016 se graduó del "Namgang High School", ese mismo año obtuvo su licencia para conducir.
Es buen amigo del actor surcoreano Park Bo-gum y de las actrices Kim So-hyun y Kim Yoo-jung. También es amigo del popular cantante Jungkook (del exitoso grupo BTS).
El 22 de marzo de 2022, su agencia anunció que había dado positivo para COVID-19, por lo que las filmaciones de la serie Link: Eat and Love to Kill se habían detenido.

## Carrera
Yeo debutó en el 2005 en la película Sad Movie,  él es conocido por su profunda voz, también es apodado como uno de los hermanos pequeños de la nación de Corea del Sur, porque interpretaba la versión más joven de los personajes principales en películas y programas de televisión como  A Frozen Flower (2008), Giant (2010), Moon Embracing the Sun (2012), y Missing You (2012). Es miembro de la agencia "Janus Entertainment".
En 2011 se unió al elenco de la serie Warrior Baek Dong-soo donde dio vida al espadachín y artista marcial Baek Dong-soo de joven. El actor Ji Chang-wook interpretó a Baek Dong-soo de adulto.
En 2014 apareció por primera vez como invitado en el exitoso programa de televisión surcoreano Running Man donde formó equipo con Ha-ha y posteriormente con Yoo Jae-suk, durante la carrera final formó parte del equipo "Han - Red Team" junto a Yoo Jae-suk, Ji Suk-jin, Gary y Do-Hee. En junio del 2016 regresó nuevamente al programa como parte del "White Team" con Ha-ha, Kim Jong-kook, Song Ji-hyo y Da-hyun, Jeong-yeon, Tzuyu y Mina de TWICE.
Ese mismo año junto a otros artistas participaron en la campaña "Letters from Angels" del fotógrafo Jo Se Hyun, la cual es una campaña realizada a nivel nacional que tiene el objetivo de aumentar la conciencia y ayudar a difundir la importancia de la adopción.
En 2015 interpretó al estudiante Jung Jae-min en la serie de televisión surcoreana Orange Marmalade.
En 2016 se unió al reparto de la serie Jackpot (también conocido como "Daebak") donde interpretó al monarca Yeongjo de Joseon.
Ese mismo año se convirtió en embajador honorario para "Taiwan Tourism", también apareció en la edición de febrero de la revista asiática "Dong Bang Yu Haeng" (también conocida como Eastern Trends).
En 2017 se unió al elenco de la película 1987 donde interpretó al estudiante Park Jong-chul, un activista y presidente del consejo de estudiantes del departamento de lingüística de la Universidad Nacional de Seúl. Jong-chul es detenido e interrogado por las autoridades de la dictadura de Chun Doo-hwan para que revelara la ubicación de sus compañeros activistas pero al rehusarse es torturado, lo que le produjo la muerte el 14 de enero.
Ese mismo año se unió al elenco de la película Warriors of the Dawn donde interpretó a Gwanghaegun el decimoquinto rey de la dinastía Joseon. 
El 22 de mayo del mismo año se unió al elenco principal de la serie Circle donde dio vida al estudiante universitario Kim Woo-jin, hasta el final de la serie el 27 de junio del mismo año. El actor Jung Ji-hoon interpreta a Woo-jin de pequeño.
En julio del mismo año también se unió al elenco de la serie Reunited Worlds (también conocida como "Into the New World") donde dio vida a Sung Hae-sung, hasta el final de la serie en septiembre del 2017.
El 7 de enero del 2019 se unió al elenco principal de la serie The Crowned Clown (también conocida como "The Man Who Became King"), donde interpretó a Lee Heon y Ha Seon. Ha Seon es un payaso que perdió a sus padres a una edad temprana y fue reclutado como animador antes de morir de hambre en las calles con su hermana menor, sin embargo su parecido con el rey, Lee Heon, lo enreda en un complot para hacerse pasar por él. Mientras tanto, Lee Heon es un rey que vive todos los días con miedo a ser asesinado y traicionado dentro del palacio, sin embargo todo cambia cuando conoce a Ha Seon. La serie es la adaptación de la película "Gwanghae: The Man Who Became King" (también conocida como "Masquerade"), hasta el final de la serie el 4 de marzo del mismo año.
El 15 de mayo del mismo año se unió al elenco de la serie Absolute Boyfriend donde dio vida a Young Goo, un robot humanoide que es entregado a DaDa por casualidad, de quien se enamora, hasta el final de la serie el 11 de julio del mismo año.
El 13 de julio del mismo año se unió al elenco principal de la serie Hotel Del Luna donde interpretó vida a Goo Chan-sung, un hotelero de élite que dirige un hotel donde se hospedan fantasmas, hasta el final de la serie el 1 de septiembre del mismo año.
A final de abril del 2020 se anunció que se había unido al elenco del nuevo programa House on Wheels.
El 19 de febrero de 2021 se unió al elenco principal de la serie Freak (también conocida como "Monster") donde dio vida a Han Joo-won, un capaz detective que parece tenerlo todo y que se convierte en el compañero del ex-detective Lee Dong-shik, cuando un incidente que parece similar a un caso de un asesino en serie de hace 20 años sacude su aldea, hasta el final de la serie el 10 de abril del mismo año. Recibió buenas críticas por su interpretación como Joo-won.
En 2022 se unirá al elenco principal de la serie Link: Eat, Love, Kill (también conocida como "Link"), donde interpreta a Eun Gye-hoon, el segundo chef de un restaurante que instaló en la ciudad donde su hermana gemela desapareció hace 20 años.
En abril del mismo año, se confirmó que se uniría al elenco de la película Similar. La película es una nueva versión de la película de 2000, "Ditto".

## Filmografía

### Series de televisión

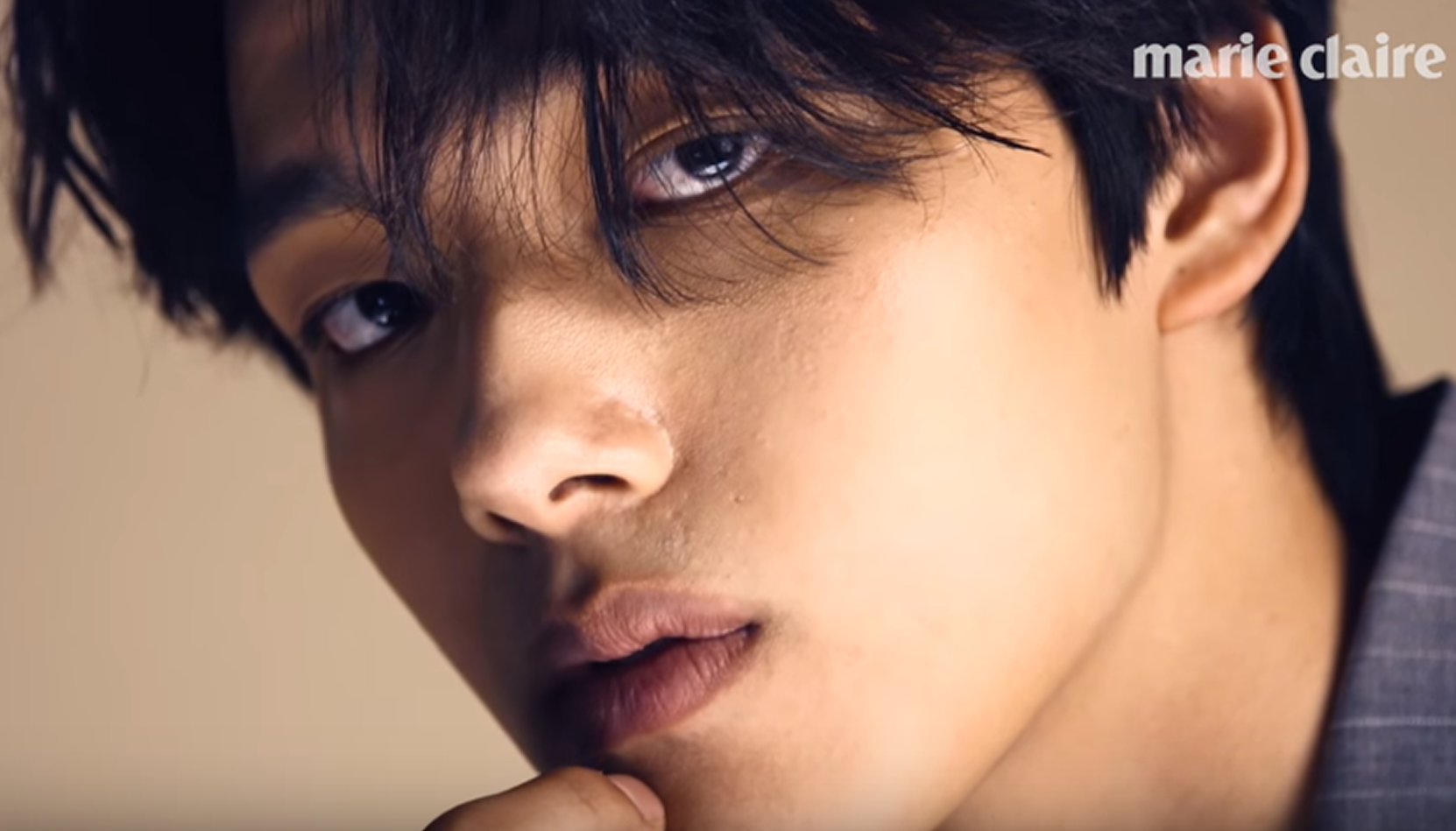
YeoU

| Año  | Título                 | Personaje                            | Notas                            | Ref.   |
| ---- | ---------------------- | ------------------------------------ | -------------------------------- | ------ |
| 2006 | I Want to Love         | Baek Min-hyung                       |                                  |        |
| 2006 | Yeon Gaesomun          | Kim Heum-soon (de joven)             |                                  |        |
| 2007 | Queen of the Game      | Lee Shin-jeon (de joven)             |                                  |        |
| 2008 | Iljimae                | Lee Gyeom (de joven)                 |                                  |        |
| 2008 | Tazza                  | Kim Gon (de joven)                   |                                  |        |
| 2008 | Gourmet                | Hotae                                |                                  |        |
| 2009 | Can Anyone Love?       | Lee Poo-reum-chan                    |                                  |        |
| 2009 | Ja Myung Go            | Hodong (de joven)                    |                                  |        |
| 2009 | Swallow the Sun        | Kim Jung-woo (de joven)              |                                  |        |
| 2010 | The Reputable Family   | Choi Guk-seon (de joven)             |                                  |        |
| 2010 | Giant                  | Lee Kang-mo (de joven)               | Episodio 1.1                     |        |
| 2011 | Warrior Baek Dong-soo  | Baek Dong-soo (de joven)             |                                  |        |
| 2011 | Deep Rooted Tree       | Ddol-bok (de joven)                  | 24 episodios                     |        |
| 2012 | Moon Embracing the Sun | Lee Hwon (de joven)                  | 10 episodios                     |        |
| 2012 | Missing You            | Han Jung-woo (de joven)              |                                  |        |
| 2014 | Potato Star 2013QR3    | Hong Hye-sung                        |                                  |        |
| 2015 | Orange Marmalade       | Jung Jae-min                         | 12 episodios                     |        |
| 2016 | Jackpot                | Rey Yeongjo de Joseon                | 24 episodios                     |        |
| 2017 | Circle                 | Kim Woo-jin                          | 12 episodios                     |        |
| 2017 | Reunited Worlds        | Sung Hae-sung                        | 40 episodios                     |        |
| 2019 | The Crowned Clown      | Ha Seon / Rey Lee Heon               | 16 episodios                     |        |
| 2019 | Absolute Boyfriend     | Young Goo                            | 40 episodios                     |        |
| 2019 | Hotel Del Luna         | Koo Chan-sung                        | 16 episodios                     |        |
| 2020 | Start-Up               | Jang Young-shil (voz) / Hong Ji-seok | 2 episodios (aparición especial) | [ 38 ] |
| 2021 | Freak                  | Det. Han Joo-won                     | 16 episodios                     | [ 39 ] |
| 2022 | Link: Eat, Love, Kill  | Eun Kye-hoon                         | 16 episodios                     | [ 40 ] |

### Películas
| Año  | Título                   | Personaje                | Notas                                                                                             | Ref.          |
| ---- | ------------------------ | ------------------------ | ------------------------------------------------------------------------------------------------- | ------------- |
| 2006 | Sad Movie                | Park Hwi-chan            | -                                                                                                 |               |
| 2006 | Sa-kwa                   | Joven                    | -                                                                                                 |               |
| 2006 | No Mercy For The Rude    | Joven Asesino            | -                                                                                                 |               |
| 2007 | Dance of the Dragon      | Kwon Tae-san (de joven)  | -                                                                                                 |               |
| 2008 | Santamaria               | Kang Da-seong            | -                                                                                                 |               |
| 2008 | Antique Bakery           | Kim Jin-hyeok (de joven) | junto a Joo Ji-hoon, Ji Il-joo, Kim Jae-wook, Yoo Ah-in, Choi Ji-ho, Andy Gillet y Kim Chang-wan  |               |
| 2008 | A Frozen Flower          | Hong-rim (de joven)      | -                                                                                                 |               |
| 2013 | Sky Force 3D             | Ace                      | -                                                                                                 |               |
| 2013 | Hwayi: A Monster Boy     | Hwa-yi                   | junto a Kim Yoon-seok, Jang Hyun-sung, Park Hae-joon, Nam Ji-hyun, Cho Jin-woong y Kim Young-min  |               |
| 2014 | Mr. Perfect              | Lee Byung-joo            | -                                                                                                 |               |
| 2014 | Tazza: The Hidden Card   | Alumno de Agui           | junto a T.O.P, Lee Ha-nui, Kim Yoon-seok, Yoo Hae-jin, Lee Geung-young y Kwak Do-won              |               |
| 2015 | Shoot Me In The Heart    | Lee Soo-myung            | junto a Lee Min-ki, Yu Oh-seong, Kim Jung-tae, Kim Gi-cheon y Lee Jun-hyeok                       |               |
| 2015 | The Long Way Home        | Kim Yeong-gwang          | junto a Sol Kyung-gu, Lee Geung-young, Jung In-gi, Kim Won-hae, Jung Suk-won y Ji Chang-wook      |               |
| 2017 | Warriors of the Dawn     | Gwanghaegun de Joseon    | junto a Lee Jung-jae, Kim Mu-yeol, Park Won-sang, Esom, Oh Kwang-rok, Bae Soo-bin y Kim Young-min |               |
| 2017 | 1987: When the Day Comes | Park Jong-chul           | junto a Kim Tae-ri, Ha Jung-woo, Lee Hee-joon, Gang Dong-won, Park Hee-soon y Yoo Hae-jin         | [ 41 ]        |
| 2023 | Noryang: Sea of Death    | Yi Myeon                 | Aparición especial. Junto a Kim Yoon-seok, Baek Yoon-sik, Jung Jae-young y Heo Joon-ho            | [ 42 ] [ 43 ] |
| 2024 | Hijack 1971              | Yong-dae                 | junto a Ha Jung-woo, Sung Dong-il y Chae Soo-bin                                                  | [ 44 ]        |
| TBA  | Ajumma                   | -                        | Aparición especial                                                                                | [ 45 ]        |
| TBA  | Similar                  | -                        |                                                                                                   |               |

### Apariciones en programas de variedades
| Año        | Programa                            | Notas                                |
| ---------- | ----------------------------------- | ------------------------------------ |
| 2021       | House on Wheels 2                   | invitado                             |
| 2020       | House on Wheels                     | miembro                              |
| 2019       | Let’s Eat Dinner Together in Hawaii | [ 50 ] [ 51 ] [ 52 ]                 |
| 2018       | 4 Wheeled Restaurant in Thailand    | 8 episodios - miembro                |
| 2014, 2016 | Running Man                         | 2 episodios (#182 y #302) - invitado |
| 2016       | Giving From Jingoo Oppa             | documental                           |
| 2015       | Happy Together                      | episodio # 382                       |
| 2014       | The Return of Superman              | episodio # 20                        |
| 2014       | Entertainment Relay                 | invitado - junto a Lee Min-ki        |
| 2012       | I'm Real, Yeo Jingoo in Italy       | -                                    |

### Presentador y narrador
| Año  | Programa                                                               | Notas                     |
| ---- | ---------------------------------------------------------------------- | ------------------------- |
| 2021 | 2021 MAMA (2021 Mnet Music Awards)                                     | presentador de categoría  |
| 2021 | Girls' Planet 999                                                      | presentador               |
| 2019 | 40th Blue Dragon Film Awards                                           | presentador de categoría  |
| 2017 | Animal Farm                                                            | narrador                  |
| 2016 | Miss Peregrine's Home for Peculiar Children                            | narrador                  |
| 2016 | Graduation - The Youths Who Cannot Leave School                        | documental - narrador     |
| 2015 | Mnet Asian Music Awards                                                | presentador - Kim So-hyun |
| 2015 | Marine Documentary, Sharks                                             | narrador                  |
| 2014 | Uigwe, the 8-Day Festival in 3D                                        | narrador                  |
| 2014 | Help for the Children in Myanmar, Hand of Hope to Hold on              | narrador                  |
| 2012 | New Life for Children                                                  | narrador                  |
| 2011 | United Reporter! Goes to Transformation of Countries in Eastern Europe | presentador y narrador    |
| 2010 | United Reporter! Goes to Unification of Germany                        | presentador y narrador    |

### Radio
| Año  | Programa    | Notas                                                    |
| ---- | ----------- | -------------------------------------------------------- |
| 2017 | Cultwo Show | apareció como invitado el 25 de mayo junto a Kim Mu-yeol |

### Videos musicales
| Año  | Artista       | Canción         | Notas                                                                     |
| ---- | ------------- | --------------- | ------------------------------------------------------------------------- |
| 2014 | Baek Ji-young | "Still in Love" | apareció en el video musical                                              |
| 2012 | K.Will        | "I Need You"    | apareció en el video musical junto a Yoon Bora, Ji Chang Wook y Kim Bo-ra |

### Teatro
| Año  | Título           | Personaje  | Notas |
| ---- | ---------------- | ---------- | ----- |
| 2008 | Chorus of Angels | Lee Woo-ri | -     |

### Revistas / sesiones fotográficas
| Año  | Título                      | Notas                         |
| ---- | --------------------------- | ----------------------------- |
| 2021 | 1st Look x Girls Planet 999 | junto a Tiffany Young y Sunmi |
| 2021 | GQ Magazine                 | [ 61 ]                        |

## Embajador
| Año             | Organización / Evento                                   | Notas |
| --------------- | ------------------------------------------------------- | ----- |
| 2016 - presente | Taiwan Tourism                                          | -     |
| 2014            | Nanumyieum (Sharing by Connecting)                      | -     |
| 2014            | Seoul International Youth Film Festival                 | -     |
| 2014            | Vietnam Film Festival                                   | -     |
| 2013            | Stop the School Violence                                | -     |
| 2012            | Child Protection Institution Child Abuse Prevention Day | -     |
| 2010            | Youth Unified Education                                 | -     |

## Premios y nominaciones
| Año  | Categoría                                                 | Premio                                        | Películas / Series                   | Resultado |
| ---- | --------------------------------------------------------- | --------------------------------------------- | ------------------------------------ | --------- |
| 2017 | Top Excellence Award, Actor in a Wednesday–Thursday Drama | SBS Drama Award                               | Reunited Worlds                      | Nominado  |
| 2017 | Most Promising Actor                                      | tvN Movies Award                              | Hwayi: A Monster Boy                 | Ganó      |
| 2016 | Excellence Award, Actor in a Serial Drama                 | SBS Drama Award                               | Jackpot                              | Ganó      |
| 2016 | Best Couple Award (junto a Jang Keun-suk)                 | SBS Drama Award                               | Jackpot                              | Nominados |
| 2015 | Best New Actor                                            | KBS Drama Award                               | Orange Marmalade                     | Ganó      |
| 2015 | Popularity Award, Actor                                   | KBS Drama Award                               | Orange Marmalade                     | Nominado  |
| 2015 | Best Couple Award (junto a Kim Seolhyun)                  | KBS Drama Award                               | Orange Marmalade                     | Nominados |
| 2015 | Best New Actor                                            | 52nd Grand Bell Award                         | Shoot Me in the Heart                | Nominado  |
| 2015 | Rookie Award                                              | 4th Marie Claire Film Festival                | Shoot Me in the Heart                | Ganó      |
| 2014 | Trend Choice Award                                        | 6th Pierson Movie Festival                    | -                                    | Ganó      |
| 2014 | Best New Actor                                            | 51st Grand Bell Award                         | Hwayi: A Monster Boy                 | Nominado  |
| 2014 | Best New Actor                                            | 23rd Buil Film Award                          | Hwayi: A Monster Boy                 | Nominado  |
| 2014 | Best New Actor                                            | 14th Director's Cut Award                     | Hwayi: A Monster Boy                 | Ganó      |
| 2014 | Best New Actor (Film)                                     | 50th Baeksang Arts Award                      | Hwayi: A Monster Boy                 | Nominado  |
| 2014 | Best New Actor                                            | 5th KOFRA Film Award                          | Hwayi: A Monster Boy                 | Ganó      |
| 2013 | Best New Actor                                            | 34th Blue Dragon Film Award                   | Hwayi: A Monster Boy                 | Ganó      |
| 2013 | Best New Actor                                            | 33rd Korean Association of Film Critics Award | Hwayi: A Monster Boy                 | Ganó      |
| 2013 | Best New Actor (Film)                                     | 21st Korean Culture and Entertainment Award   | Hwayi: A Monster Boy                 | Ganó      |
| 2013 | The Rising Star                                           | 28th Korea Best Dresser Swan Award            | -                                    | Ganó      |
| 2013 | Child Actor to Man                                        | 6th Style Icon Award                          | -                                    | Ganó      |
| 2013 | Best Child Actor                                          | 5th Pierson Movie Festival                    | -                                    | Ganó      |
| 2012 | Best Young Actor                                          | 5th Pierson Movie Festival                    | Moon Embracing the Sun y Missing You | Ganó      |
| 2012 | Popularity Award                                          | MBC Drama Award                               | Moon Embracing the Sun               | Nominado  |
| 2012 | Best Couple Award (junto a Kim Yoo-jung)                  | MBC Drama Award                               | Moon Embracing the Sun               | Nominados |
| 2012 | Best Young Actor                                          | 5th Korea Drama Award                         | Moon Embracing the Sun               | Nominado  |
| 2012 | Best Child Actor                                          | 4th Pierson Movie Festival                    | Moon Embracing the Sun               | Ganó      |
| 2012 | 20's Upcoming 20's                                        | 6th Mnet 20's Choice Award                    | Moon Embracing the Sun               | Ganó      |
| 2012 | Best New Actor (TV)                                       | 48th Baeksang Arts Award                      | Moon Embracing the Sun               | Nominado  |
| 2010 | Best Young Actor                                          | KBS Drama Award                               | The Reputable Family                 | Nominado  |
| 2008 | Best Young Actor                                          | SBS Drama Award                               | Iljimae, Tazza y Gourmet             | Ganó      |